# Walter Bubbe
Walter Bubbe (* 10. September 1890 in Dessau; † 7. März 1970 in Stederdorf bei Peine) war ein deutscher Klassischer Philologe und Gymnasiallehrer.
Walter Bubbe, der Sohn des Postsekretärs August Bubbe, besuchte die Lateinische Hauptschule der Franckeschen Stiftungen in Halle (Saale), wo er an Ostern (4. März) 1909 das Reifezeugnis erhielt. Anschließend studierte er Klassische Philologie, Geschichte und Religion an der dortigen Universität. Das Sommersemester 1910 verbrachte er an der Universität Heidelberg. Am 14. Oktober 1913 wurde er in Halle zum Dr. phil. promoviert. Vom 7. bis 9. Mai 1914 absolvierte er die Lehramtsprüfung in den Fächern Latein, Griechisch, Geschichte (erste Stufe) und Religion (zweite Stufe) mit dem Prädikat „gut“.
Nach dem Studium begann Bubbe am 19. August 1914 das Seminarjahr am Lehrerseminar in Halle. Er unterbrach es jedoch am 4. Dezember desselben Jahres, als er zum Ersten Weltkrieg eingezogen wurde. Am 4. Juni 1916 erhielt Bubbe das Eiserne Kreuz II. Klasse. Am 17. Mai 1917 quittierte Bubbe den Dienst und nahm sein Seminarjahr wieder auf. Ab dem 1. Februar 1918 arbeitete er an der Klosterschule Roßleben, wo er zum 1. Oktober zum Oberlehrer ernannt wurde. Im nächsten Jahr heiratete Bubbe Annemarie Kolf, mit der er einen Sohn und eine Tochter bekam. Ab dem 1. April 1920 war Bubbe Studienrat in Roßleben, am 15. Dezember 1936 wurde er zum Oberstudienrat befördert.
1960 zog Bubbe nach Stederdorf bei Peine, wo er zehn Jahre später verstarb.
Neben dem Schuldienst beschäftigte sich Bubbe intensiv mit der griechischen und lateinischen Literatur der Antike. In seiner Dissertation (1913) hatte er sich mit griechischen Verwandlungsmythen (Metamorphosen) beschäftigt. Zu diesem Thema verfasste er einige Artikel für die Realencyclopädie der classischen Altertumswissenschaft (RE) und für Roschers Ausführliches Lexikon der griechischen und römischen Mythologie. Später verfasste er erläuterte Quellensammlungen für Schule und Unterricht, bearbeitete verschiedene Übersetzungen aus dem Lateinischen für Reclams Universal-Bibliothek und veröffentlichte Aufsätze zur antiken Literatur und zur Geschichte der Klosterschule Roßleben.

## Schriften (Auswahl)
- De metamorphosibus Graecorum capita selecta. Halle 1913 (Dissertation)
- Lateinischer Wortschatz auf etymologischer Grundlage zusammengestellt. Berlin 1926. 2. verbesserte Auflage, berlin 1928. 3. verbesserte und erweiterte Auflage, Berlin 1931
- Aus der Glaubenswelt der Griechen und Römer. Breslau 1926
- Das Mönchtum der alten Kirche. Breslau 1926
- Sueton: Kaiserbiographien. Nach der Übersetzung von Adolf Stahr neu herausgegeben von Walter Bubbe. Zwei Bände, Leipzig 1926–1928 (Reclams Universal-Bibliothek 6692/6694; 6832/6834)
- Tacitus: Die Historien. Unter Benutzung der Übersetzung von Wilhelm Bötticher neu herausgegeben von Walter Bubbe. Leipzig 1930 (Reclams Universal-Bibliothek 2721)
- Erasmus: Das Lob der Torheit. Nach der Übersetzung von Heinrich Hersch neu herausgegeben von Walter Bubbe. Leipzig 1930 (Reclams Universal-Bibliothek 1907/1908)
- Auswahl aus dem römischen Recht. Zwei Bände (Text, Erläuterungen), Paderborn/Würzburg 1933. Nachdruck Paderborn 1954